# Vellisca
Vellisca es un municipio y localidad española de la provincia de Cuenca, en la comunidad autónoma de Castilla-La Mancha. El término municipal, perteneciente al partido judicial de Tarancón, tiene una población de 125 habitantes (INE 2024). Se encuentra enclavado en la ladera este de la sierra de Altomira, en la comarca de la Alcarria conquense, donde nace el río Riánsares.

## Geografía

### Ubicación
Se localiza a 69 km de Cuenca, y a 120 km de Madrid. Con las que se comunica por carretera.
- Desde Cuenca: acceso por la A-40 (autovía de Castilla-La Mancha) y desviándose por la comarcal CM-2000 en la localidad de Carrascosa del Campo.
- Desde Madrid: acceso por la A-3, tomando el desvío a Cuenca (A-40) al llegar a Tarancón, y enlazando con la comarcal CM-2000 en la localidad de Carrascosa del Campo.

Vellisca se sitúa en la ladera este de la sierra de Altomira, en la comarca de la Alcarria conquense, zona de transición entre La Alcarria y La Mancha. En su término municipal nace el río Riánsares por lo que pertenece a la cuenca hidrográfica del Guadiana, aunque a 29 km hacia el norte está el embalse de Buendía (perteneciente a la cuenca hidrográfica del Tajo). Limita con las localidades de Alcázar del Rey, Barajas de Melo, Huete, Loranca del Campo, Mazarulleque, Paredes de Melo y Saceda-Trasierra.
| Noroeste: Saceda Trasierra                  | Norte: Mazarulleque  | Noreste: Huete             |
| Oeste: Barajas de Melo y Sierra de Altomira |                      | Este: Huete                |
| Suroeste Paredes de Melo                    | Sur: Alcázar del Rey | Sureste: Loranca del Campo |

Tiene una superficie total de 42,98 km², una población de 149 habitantes, y una densidad de población de 3,68 hab./km².

### Orografía
La Alcarria Conquense es una comarca natural de gran extensión con un paisaje dominante propio, constituido por un gran altiplano en el que se han ido encajando los valles de diferentes ríos, dejando a su paso una serie de cerros testigo "Las Alcarrias" (escasas elevaciones con aspecto de mesa, consecuencia directa de la erosión producida con el transcurrir de los siglos). En el municipio de Vellisca, existen dos unidades de paisaje de la Alcarria Conquense: la Campiña (la planicie situada al este) y la sierra de Altomira (sector montañoso de 29 493 ha, con dirección norte-sur, al oeste) de la que el municipio ocupa 1243,10 ha.

### Flora y fauna
En la sierra de Altomira la vegetación predominante es el pino, la sabina, la encina, el sauce, el chopo el fresno, el romero y el espliego. 
Esta comarca están catalogada como "Zonas de Especial Protección de Aves" (ZEPA 163) por la existencia de aves rupícolas. Además, hay perdices, liebres y jabalíes.
La variedad autóctona de aceituna es verdeja, también conocida como castellana.

### Clima
Vellisca tiene clima mediterráneo continental, con sus característicos veranos calurosos y secos, y sus fríos y húmedos inviernos. La temperatura media anual es de 14 °C. Las extremas máximas pueden llegar a los 40 °C en verano, y las mínimas descender hasta -5 °C en invierno. La precipitación anual media se mueve en torno a los 500 mm, con máximos en primavera y otoño. Se produce un periodo de aridez estival que coincide con el máximo térmico.
| Parámetros climáticos promedio de Vellisca (Cuenca - España)    | Parámetros climáticos promedio de Vellisca (Cuenca - España) | Parámetros climáticos promedio de Vellisca (Cuenca - España) | Parámetros climáticos promedio de Vellisca (Cuenca - España) | Parámetros climáticos promedio de Vellisca (Cuenca - España) | Parámetros climáticos promedio de Vellisca (Cuenca - España) | Parámetros climáticos promedio de Vellisca (Cuenca - España) | Parámetros climáticos promedio de Vellisca (Cuenca - España) | Parámetros climáticos promedio de Vellisca (Cuenca - España) | Parámetros climáticos promedio de Vellisca (Cuenca - España) | Parámetros climáticos promedio de Vellisca (Cuenca - España) | Parámetros climáticos promedio de Vellisca (Cuenca - España) | Parámetros climáticos promedio de Vellisca (Cuenca - España) | Parámetros climáticos promedio de Vellisca (Cuenca - España) |
| Mes                                                             | Ene.                                                         | Feb.                                                         | Mar.                                                         | Abr.                                                         | May.                                                         | Jun.                                                         | Jul.                                                         | Ago.                                                         | Sep.                                                         | Oct.                                                         | Nov.                                                         | Dic.                                                         | Anual                                                        |
| --------------------------------------------------------------- | ------------------------------------------------------------ | ------------------------------------------------------------ | ------------------------------------------------------------ | ------------------------------------------------------------ | ------------------------------------------------------------ | ------------------------------------------------------------ | ------------------------------------------------------------ | ------------------------------------------------------------ | ------------------------------------------------------------ | ------------------------------------------------------------ | ------------------------------------------------------------ | ------------------------------------------------------------ | ------------------------------------------------------------ |
| Temp. máx. media (°C)                                           | 11                                                           | 12                                                           | 16                                                           | 17                                                           | 22                                                           | 28                                                           | 32                                                           | 32                                                           | 28                                                           | 20                                                           | 14                                                           | 11                                                           | 20                                                           |
| Temp. mín. media (°C)                                           | 0                                                            | 2                                                            | 3                                                            | 6                                                            | 9                                                            | 13                                                           | 16                                                           | 16                                                           | 13                                                           | 8                                                            | 4                                                            | 2                                                            | 7                                                            |
| Precipitación total (mm)                                        | 47                                                           | 44                                                           | 39                                                           | 46                                                           | 41                                                           | 26                                                           | 10                                                           | 10                                                           | 31                                                           | 46                                                           | 64                                                           | 49                                                           | 453                                                          |
| Fuente: AEMET Agencia Española de Meteorología. febrero de 2011 |                                                              |                                                              |                                                              |                                                              |                                                              |                                                              |                                                              |                                                              |                                                              |                                                              |                                                              |                                                              |                                                              |

## Historia
La etimología de su nombre no está aclarada. En algunos documentos antiguos aparece con los nombres: Villisca, Villesca o Bellisca.
En una cueva de la sierra de Altomira (destruida por la construcción de un túnel para la Línea de alta velocidad Madrid-Levante) se han descubierto restos paleontológicos fosilizados por espeleotemas.
En el término municipal se sitúan los despoblados de Vellisquilla y Navahermosa, donde se han encontrado sepulturas. De acuerdo a su ubicación se puede explicar la presencia de restos de la época romana.
En 1224 aparece el primer documento con el nombre de Vellisca, donde se menciona la existencia de un monasterio de monjas denominado "San Julián de la Sierra de Jabalera", situado entre Barajas y Vellisca. El origen es difícil de datar, aunque la iglesia parroquial de Nuestra Señora de la Asunción puede aclararlo un poco. Este edificio se comenzó a construir a finales del siglo XIV, lo cual puede coincidir con el nacimiento de la población, pero no fue terminada completamente hasta principios del siglo XX. 
En 1547 Francisco de los Cobos y Molina era señor de Vellisca; tras su fallecimiento lo fue su esposa María de Mendoza y Sarmiento y posteriormente su hijo Diego de los Cobos Mendoza y Sarmiento. En sus inicios Vellisca era una aldea de Huete, hasta que en 1558 obtuvo el privilegio de villazgo del rey Felipe II, al abonar un millón ciento ochenta mil maravedises, convirtiéndose en villa de realengo. En 1640 el rey Felipe IV la vendió a Ramírez de Vargas.[cita requerida] El 7 de septiembre de 1646 el rey Felipe IV creó el título nobiliario español de marqués de Vellisca para Francisco Melo de Portugal y Castro, gobernador de Flandes y Milán.
Fue incluido en el partido judicial de Tarancón en la división de 1834. Hacia mediados del siglo XIX, el lugar tenía contabilizada una población de 720 habitantes. La localidad aparece descrita en el decimoquinto volumen del Diccionario geográfico-estadístico-histórico de España y sus posesiones de Ultramar de Pascual Madoz de la siguiente manera:

VELLISCA: v. con ayunt. en la prov. y dióc. de Cuenca (11 leg.), part. jud. de Huete (2), aud. terr. de Albacete (28) y c. g. de Castilla la Nueva (Madrid 14). sit. al estremo O. de la prov. y en la falda E. de la sierra de Altomira; su clima es poco frio, combatido por los vientos de E. y O, y bastante sano. Consta de 170 casas, y cárcel de mala construccion; una escuela de primeras letras, concurrida por 25 niños de ambos sexos, y dotada con 1,300 rs. del fondo de propios y una corta retribucion que dan los padres de los alumnos; para surtido del vecindario hay una fuente de agua dulce muy abundante dentro del pueblo y 2 fuera; la igl. parr. (Ntra. Sra. de la Asuncion) es de primer ascenso, y está servida por un cura y un sacristan; á corta dist. de la v. se hallan las ermitas de San Bartolomé, Ntra. Sra. del Carmen y San José. El térm. confina por N. con el de Mazarulleque; E. Saceda Trasierra; S. Huete, y O. Alcázar del Rey: en su jurisd. están los desp. de Nava-hermosa y Vellisquilla: el terreno es bastante quebrado y medianamente productivo; le riegan 2 pequeños arroyos, que fertilizan algunas porciones de terreno: hay un monte poblado de roble y perteneciente á los vec. de la v.: á 1/2 leg. corta de esta y en la sierra existe una cantera de jaspe encarnado, verde y blanco de la que se estrajeron hermosas piezas para el real sitio de San Ildefonso: tambien se dice haber en la misma sierra minas de oro y plata; pero hasta el dia no se han analizado los minerales que alli se crian y no se sabe la certeza que esto pueda tener: los caminos son locales y en mal estado: la correspondencia se recibe de la estafeta de Huete los lunes y jueves y sale en los mismos días. prod.: trigo, cebada, avena, centeno, aceite, vino, hortalizas, legumbres y alguna miel: se cria ganado lanar y vacuno y caza de liebres, conejos, perdices y codornices. ind.: la agrícola, un molino de aceite y demas oficios necesarios. comercio: la venta de cereales sobrantes, y la importacion de arroz, bacalao y otros art. de consumo diario. pobl.: 181 vec., 720 alm. cap. prod.: 1.547,560 rs. imp.: 77,378: el presupuesto municipal asciende á 3,400 rs., y se cubre con el producto de las fincas de propios, que consisten en el canon del monte y la renta de un horno de pan cocer.
(Madoz, 1849, p. 656)

El 5 de septiembre de 1885 se inauguró oficialmente la estación de Vellisca. La compañía MZA se hizo con la concesión de la línea entre Aranjuez y Cuenca, comprando los derechos de la misma a la compañía del ferrocarril de Aranjuez a Cuenca constructora del trazado. En 1941, con la nacionalización de la totalidad de la red ferroviaria española, la estación pasó a ser gestionada por RENFE con servicios de media distancia. Desde el 31 de diciembre de 2004 Renfe Operadora explota la línea mientras que Adif es la titular de las instalaciones ferroviarias. Dejó de prestar servicio en junio de 2013.
El trasvase Tajo-Segura (construido entre 1966 y 1979) rodea el municipio por Saceda-Trasierra y Alcázar del Rey, atravesando mediante un túnel la sierra de Altomira y salvando el río Riánsares gracias a un acueducto.
El 9 de mayo de 1976 se estrelló un Boeing 747 (conocido como "Jumbo") entre los términos municipales de Huete y Vellisca, falleciendo sus 17 ocupantes. Era un avión de mercancías perteneciente a las Fuerzas Aéreas Iraníes, con matrícula 1-C13. Procedía de Teherán e iba a efectuar una escala técnica en el aeropuerto de Barajas, para proseguir su ruta con destino a la Base Aérea McGuire, en Nueva Jersey (Estados Unidos).

## Demografía
Vellisca cuenta con una población de 125 habitantes (INE 2024).
| Gráfica de evolución demográfica de Vellisca entre 1842 y 2021                                                      |
| |
| Población de derecho según los censos de población del INE Población de hecho según los censos de población del INE |

El descenso de población en los últimos treinta años ha sido debido al éxodo rural por el cual la gente del campo emigra a las ciudades. Vellisca llegó a su cénit demográfico en el año 1940 con 963 habitantes.

## Economía

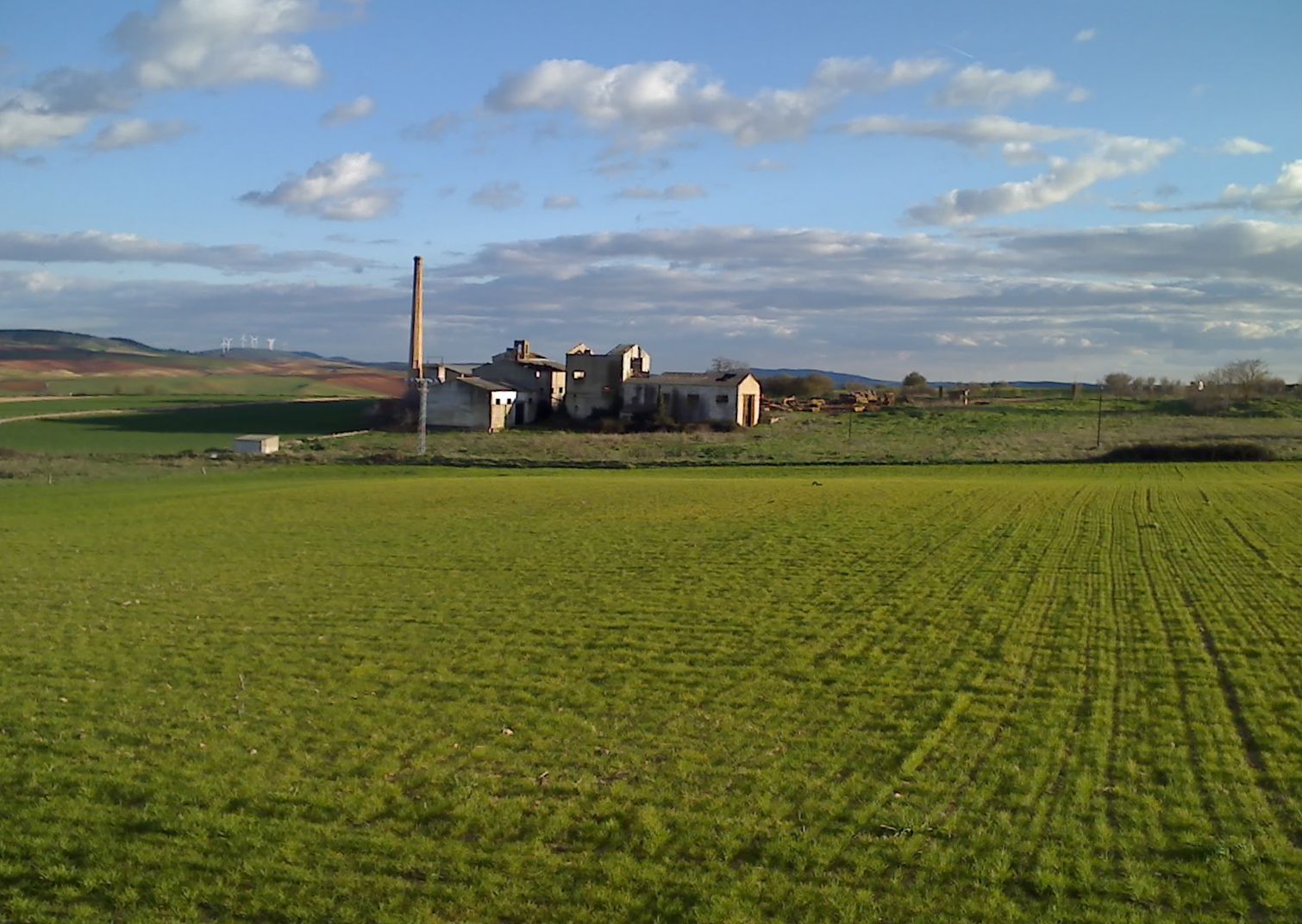
Campo cultivado y fábrica de aceite.

La economía de la localidad se centra básicamente en el sector primario, y más específicamente en la agricultura, a la cual se dedica en torno al 80 % de la población activa. En el sector secundario trabaja aproximadamente el 15 % sus habitantes, dejando para el sector terciario un 5%. Desde 1946 hay una fábrica de aceite de orujo y jabón, y en la actualidad es de aceite de oliva virgen extra ecológico, que embotella aceite con denominación de origen Alcarria Variedad Verdeja Castellana procedente de la sierra de Altomira en la Alcarria conquense.
Predomina la agricultura de secano de tipo mediterráneo:
- Cereales: avena, cebada, centeno, girasol, trigo.
- Legumbres: garbanzos, guisantes, judías.
- Árboles frutales: almendro, higuera, nogal, olivo, parra, vid.
- Hortícolas: calabazas, cebollas, melones, pepinos, sandías, tomates.

Existió en la sierra una cantera de jaspe, de la que se llevaron algunos ejemplares al Palacio Real de Madrid.

## Bandera y escudo

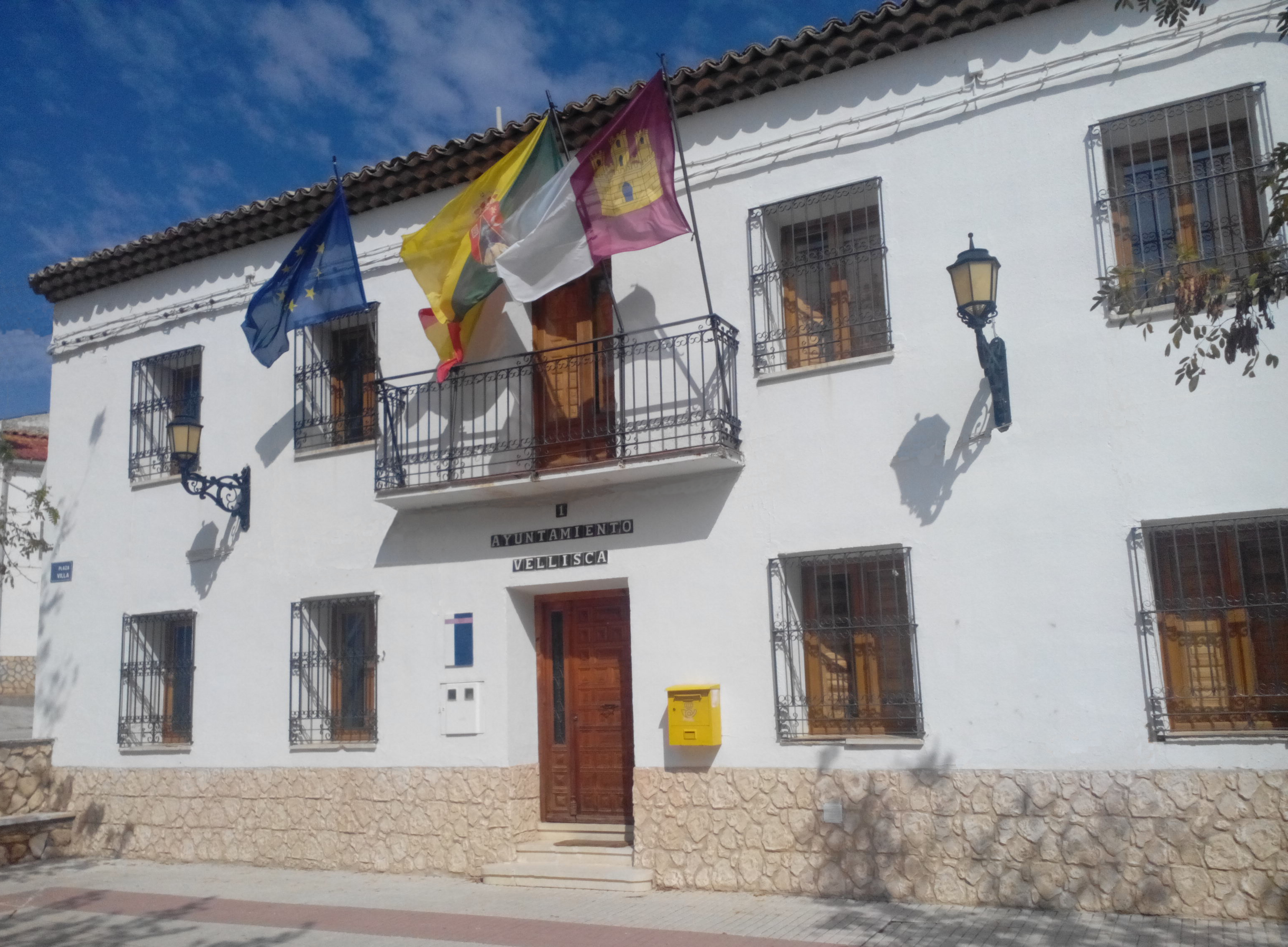
Ayuntamiento de Vellisca.

La bandera municipal de Vellisca se describe como sigue:

Paño rectangular, dividido diagonalmente desde lo alto del asta al vértice inferior del batiente, de color amarillo la porción de arriba y verde la de abajo.

 El color amarillo simboliza el trigo maduro y los girasoles en flor. El verde representa el pasto del ganado y la sierra de Altomira.
El escudo heráldico de Vellisca se describe como sigue:

Escudo español mantelado: En el campo diestro: En campo de gules un creciente en plata adiestrado, acompañado de un león rampante en oro, fileteado. En el campo siniestro, de gules el escudo de los Melo. En punta, en campo de azur, una roca en su color, donde aparece un manantial, superada la roca de un relicario en el que se contienen las reliquias de la Cruz de Cristo. Al pie del Escudo el lema, de oro con la inscripción de sable de "Todos uno". Se timbra con la corona real de España.

## Monumentos y lugares emblemáticos

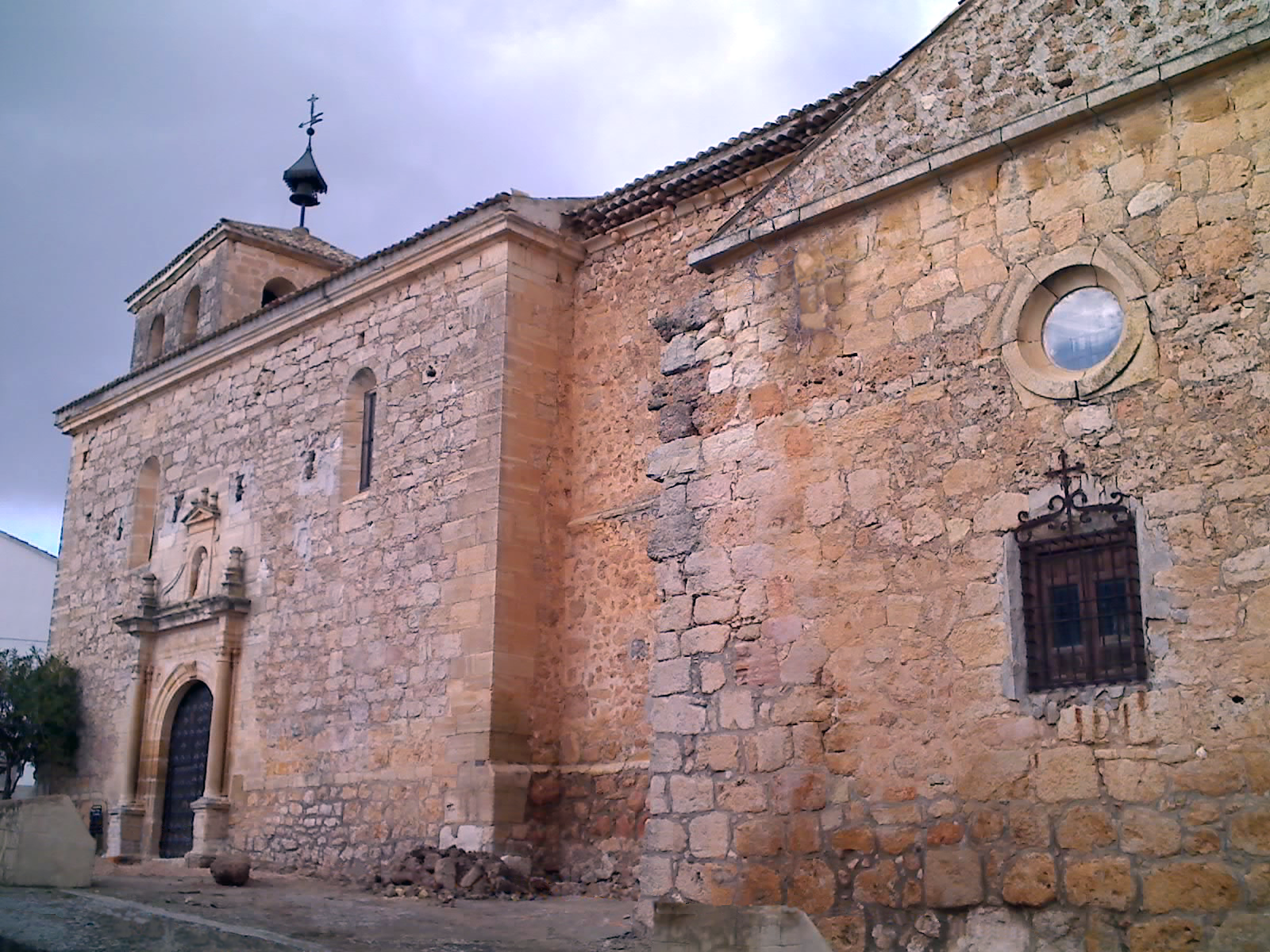
Iglesia de Nuestra Señora de la Asunción.

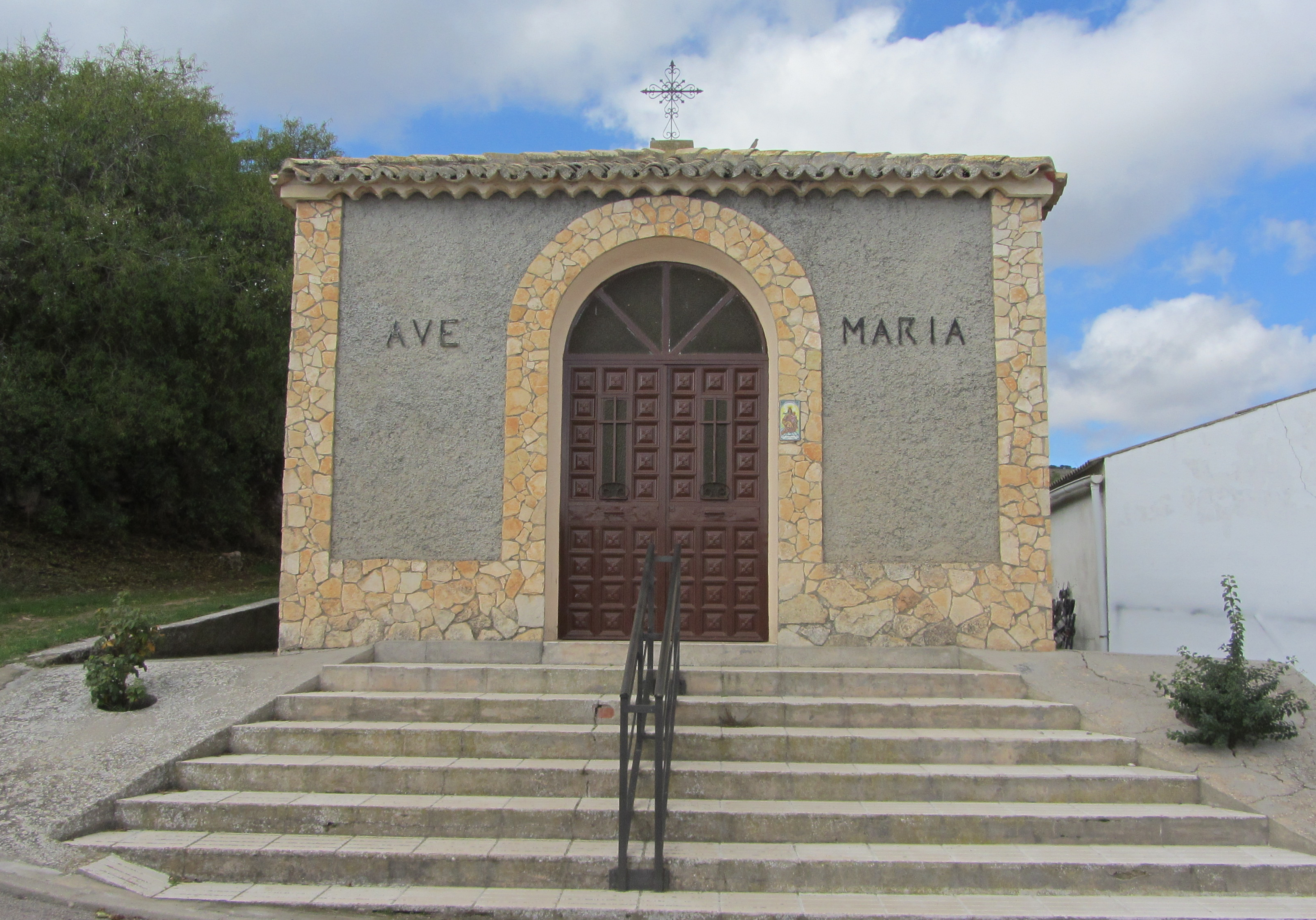
Ermita de la Virgen del Carmen

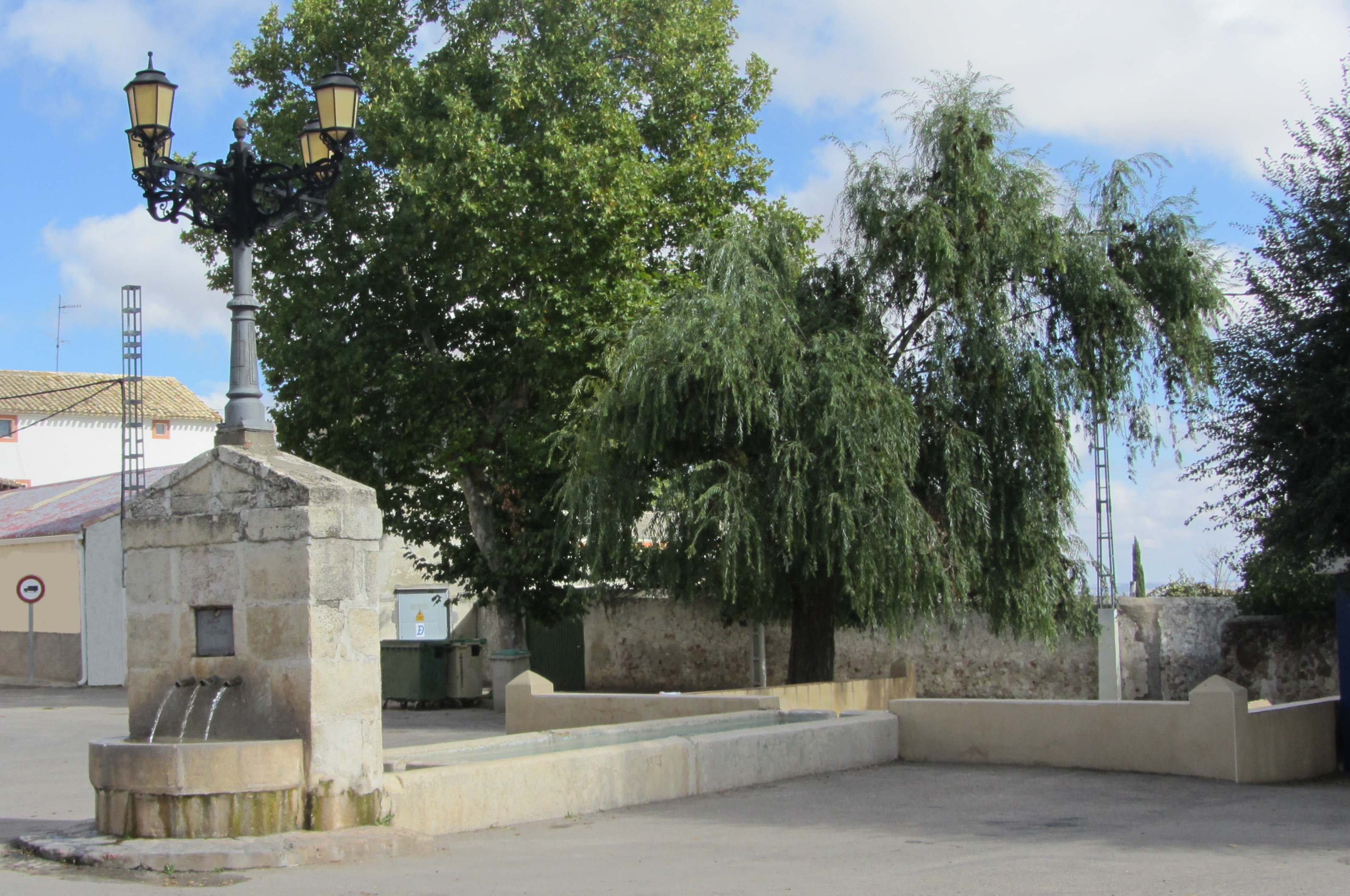
Fuente de Vellisca.

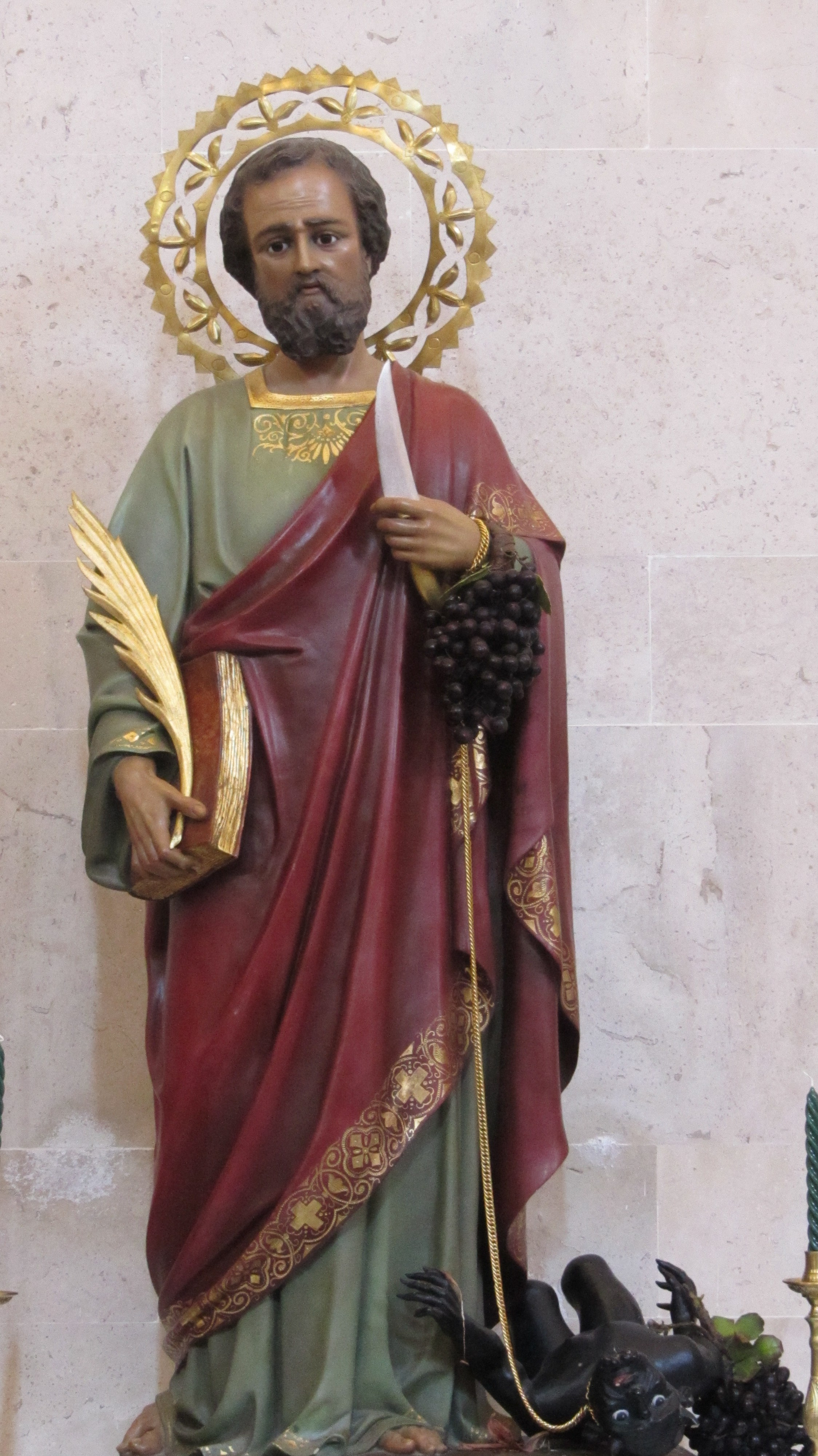
San Bartolomé, patrón de Vellisca.

- Iglesia de Ntra. Sra. de la Asunción: de estilo románico,[cita requerida] del siglo XIV. En el siglo XV se realizó la primera ampliación. Esta iglesia es de una sola nave,[24] dividida en cuatro tramos. Los dos primeros se diferencian de los otros por un arco apuntado con baquetones y collarinos bezanteados. Las bóvedas son de crucería gótica, excepto en la cabecera y sacristía que es vaída. Tiene dos portadas neorrenacentistas. La portada del mediodía tiene una ornamentación sobria y muy plana, dándole realce a las dos columnas jónicas y los medallones en las enjutas, que enmarcan el arco de medio punto de la puerta, la del norte, de platabandas. En el muro del mediodía hay una ventana ojival con archivoltas de media caña. La torre no fue acabada hasta principios del siglo XX.
- Ermita de Ntra. Sra. del Carmen: situada a las afueras del pueblo. Tiene como atrio una pochada.
- Ermita del Santo (siglos XVII-XVIII): convertida en vivienda particular.
- Casas señoriales (siglo XIX): de fachadas rectilíneas y decoradas al estilo decimonónico.
- Fuente de Vellisca: con sus tres caños, ha suministrado agua potable de forma ininterrumpida desde su construcción en 1874. El agua, aunque gruesa, es tan abundante, que en otros tiempos surtía a todo el vecindario. También el pilón, situado en la parte posterior de la fuente, remansa el agua procedente de los caños; tuvo como finalidad principal servir de abrevadero para ganados y caballerías. Tras él se encuentra la poza, usada, incluso en la actualidad, como lavadero de ropa. El agua finalmente se aprovecha para regar las huertas más cercanas.
- Parque de San José: con distintos tipos de árboles y flores, césped y rosaleda, así como paseos con bancos y una fuente con la imagen del Santo.
- Pocillo: paraje donde confluyen varios manantiales, que recogen al agua del sur de la sierra de Altomira. Antiguamente existía, además de la fuente, un lavadero y un abrevadero. En la actualidad se ha construido un merendero público con barbacoas.

## Fiestas
- 17 de enero: San Antón
- 24 de enero: Virgen de la Paz
- 3 de mayo: La Santa Cruz
- 15 de mayo: San Isidro
- 24 de agosto: San Bartolomé, patrón de la localidad y fiestas mayores.

## Gastronomía

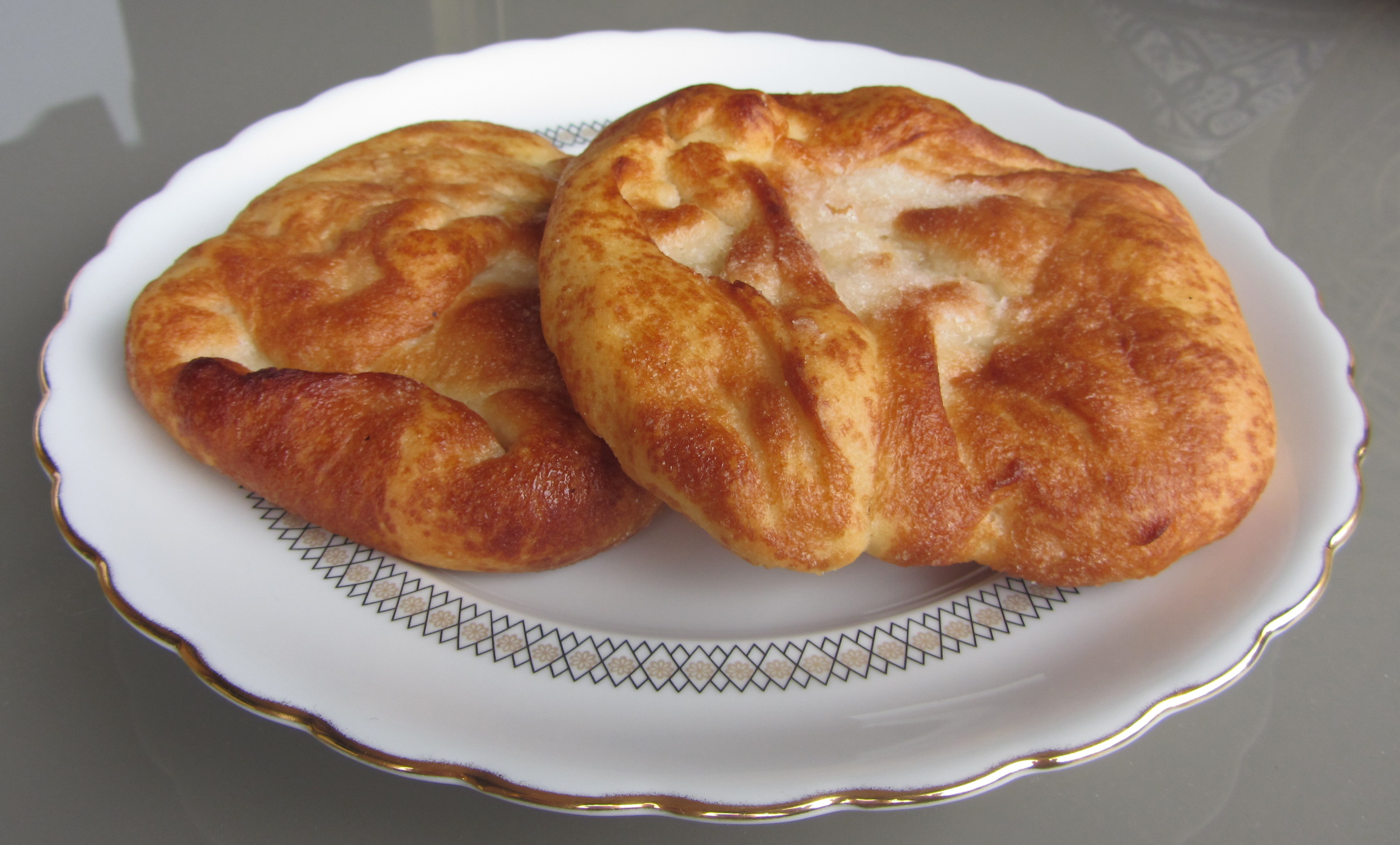
"Borracho" típico de Vellisca.

Se pueden degustar platos tradicionales como el ajoarriero (elaborado con bacalao y ajos), los gazpachos galianos sobre pan ácimo, las gachas, las migas, el cordero a la caldereta, las patatas con conejo y el arroz con libre. En la comarca destaca una cocina basada en la carne: la carne de caza, encabezada por la perdiz, se encuentra presente en multitud de platos, como el morteruelo, aunque se puede emplear carne de gallina en su lugar. Otras variadas carnes, como la liebre, el jabalí, el cerdo (base del exquisito chorizo casero) o el cordero, presentes en casi toda La Mancha. 
Durante Semana Santa los potajes, las garbanzadas con bacalao y espinacas, las judías blancas o las patatas al Ajovirón. 
Entre los dulces destaca el bizcocho borracho, las torrijas empapadas en leche (sobre todo en las citadas fiestas de Semana Santa), las rosquillas fritas, las migas dulces y los mantecados.

## Personas notables
- Joaquín Olmedilla Garrido (Vellisca, 25/09/1798 - Madrid, 05/05/1875) licenciado en farmacia en 1825, titular de una botica en Madrid, publicó numerosos artículos profesionales sobre las ciencias físico-químicas.

- Eugenio García Tribaldos (Vellisca, 1877 - Madrid, 1936) beato Agustín María.[26][27]

- Manuel Pujol, estudioso de los lepidópteros.[28]